# スクラップ集団
『スクラップ集団』（スクラップしゅうだん）は、1968年に松竹が制作、公開した田坂具隆監督の映画。

## ストーリー
九州炭鉱地帯で汲み取り車に乗るホース（渥美清）は、組合のストライキ中、ある主婦（石井富子）の依頼を断りきれず、無報酬で応じ、組合から追われる。廃坑に汚物を投棄して警察に追われ、大阪釜ヶ崎に落ち着く。大阪でケースワーカーをしていたケース（露口茂）は、老人（笠智衆）に依頼され、その娘（宮本信子）を抱くが、その一家が心中した事を知り、辞職して釜ヶ崎の労働者に落ち着く。紙くず拾いのドリーム（小沢昭一）は、ごみの匂いに魅かれ、転職を繰り返して釜ヶ崎に落ち着く。ある飲み屋で3人が話していると、ドクター（三木のり平）が声をかける。ドクターは元医師で、安楽死の問題を追及しすぎ、医療現場を追われ、釜ヶ崎で生活していた。ドクターは、現代社会で無数に産み出されるスクラップを回収し処理する「スクラップ会社」を作ろうと呼びかけ、くず屋を設立する。死んだゾウの処理などで実績を積み重ねた会社は徐々に発展する。しかし、事業の拡大発展に野心を抱き、人間性や自然をないがしろにしがちなドクターの方針に他の3人は疑問を感じ始める。

## スタッフ
- 制作：脇田茂
- 原作：野坂昭如
- 企画：高島幸夫、本田延三郎
- 脚本：鈴木尚之
- 監督：田坂具隆
- 撮影：小杉正雄
- 美術：重田重盛
- 音楽：佐藤勝

## キャスト
- 渥美清：ホース
- 小沢昭一：ドリーム
- 露口茂：ケース
- 奈美悦子：ハル子
- 宮本信子：老主人の娘
- 滝花久子：老主人の妻
- 笠置シズ子：産院の岡村
- 浜田寅彦：汲取り組合の幹部
- 野々村潔：市長
- 高原駿雄：ドクターの同僚医師
- 織本順吉：警察署長
- 十朱久雄：市役所公園課長
- 渡辺篤
- 左卜全：釜ヶ崎の老人
- 左とん平：トラック運転手
- 花上晃：取材の記者
- 金井大：獣医
- 穂高稔：消防署長
- 青山宏：福祉事務所時代のケースの上司
- 長浜藤夫：保健所所長
- 森下哲夫：カップルの若い男
- 曾我廼家一二三：巡査
- 牧よし子：役所のおばさん
- 石井富子：汲取りを頼む主婦
- 石井均：ゾウの処理を依頼した男
- ミヤコ蝶々：生活保護を拒否するおばさん
- 笠智衆：山田(釜ヶ崎の老主人)
- 三木のり平：ドクター

ほか